# Municipio de Etropole
El municipio de Etropole (búlgaro: Община Етрополе) es un municipio búlgaro perteneciente a la provincia de Sofía. Se ubica en el noreste de la provincia y su término municipal limita con la provincia de Lovech.

## Demografía
En 2011 tiene 12 047 habitantes, de los cuales el 93,67% son búlgaros y el 1,65% gitanos. Su capital es Etropole, donde viven cinco de cada seis habitantes del municipio.

## Localidades
Además de la capital municipal Etropole, hay 9 pueblos en el municipio:
- Boikovets
- Brusen
- Gorunaka
- Lopian
- Laga
- Malki Iskar
- Oselna
- Ribaritsa
- Yamna